# Huitzilíhuitl

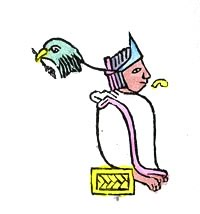
Darstellung des Huitzilíhuitl

Huitzilíhuitl (Nahuatl für Feder des Kolibris, * 1380; † 1417 in Tenochtitlán) war von 1391 bis zu seinem Tod 1417 Herrscher der Stadt Tenochtitlán.
Huitzilíhuitl war wahrscheinlich der Sohn des Acamapichtli und dessen Frau Ilancueitl, wobei deren Mutterschaft nicht gesichert ist. Er heiratete zunächst eine Frau aus der Dynastie von Tlacopan; später eine der Töchter des tepanekischen Herrschers Tezozómoc und verband Tenochtitlán so enger mit den Städten der Umgebung.
Unter Huitzilíhuitl wurde die militärische Position der Azteken gestärkt. Er führte unter anderem das Amt des Tlacochcalcatl ein, dessen erster Inhaber Huitzilíhuitls Bruder Itzcóatl wurde, und ließ erstmals gepanzerte Kanus für den Kampf bauen. Ein hernach zusammen mit Kriegern aus Tlatelolco geführter Kriegszug nach Cuauhtinchán im Jahre 1398 ist nicht gesichert. Später gelang Huitzilíhuitl die Einnahme des zum Volk der Otomí gehörenden Ortes Xaltocán am Nordufer des Texcoco-Sees; kurz darauf vermutlich auch für eine kurze Zeit der Stadt Chalco. Durch diese Eroberungen, die im Auftrag des Tezozómoc geschahen, konnte dieser durch die Einsetzung seiner Söhne als neue Herrscher seine Machtposition festigen. Von 1414 bis 1417 unterstützte Huitzilíhuitl die Tepaneken bei ihrem Sieg über Ixtlilxochitl Ometochtli, den Herrscher der Acolhua.
Noch vor Ende des Krieges gegen die Acolhua starb Huitzilíhuitl. Nachfolger wurde sein aus der Verbindung mit der Tochter des Tezozómoc hervorgegangener, noch minderjähriger Sohn Chimalpopoca.
Er war der Vater von Moctezuma I., der von 1440 bis 1469 Herrscher von Tenochtitlán war.